# ناصر الحلوي
ناصر الحلوي، من مواليد 10 يناير 1979، لاعب كرة قدم سعودي سابق .
وقد بدأ مسيرته الكروية مع نادي النصر السعودي واشتهر في مركز الظهير الأيمن.
لعب بعد النصر لأندية الفيصلي ونجران والوطني ونادي الأسياح والدرعية والوشم والوصيل .